# بهار (مجله بوسنیایی)
بِهار 
(به بوسنیایی: Behar) یک مجله سیاسی بوسنیایی بود که بین سال‌های ۱۹۰۰ و ۱۹۱۱ دو بار در ماه منتشر می‌شد کلمه behar (به معنای شکوفه در بوسنیایی) از واژه فارسی «بهار» گرفته شده است. این مجله در سال ۱۹۰۰ توسط روشنفکران بوسنیایی چون اجم مولابدیچ، سافوت بیگ باشاگیچ و عثمان نوری هاجیچ با کمک مالی آدماگا مشیچ تأسیس شد.
بِهار در طول هشت سال اول تأسیسش عمدتاً بر موضوعات مذهبی و خانوادگی متمرکز بود. مجله مقالاتی در مورد دین و گذشته اسلامی، آثار ادبی نویسندگان محلی و ترجمه ادبیات شرقی منتشر می‌کرد. مجله تا جلد هفتم به‌طور منظم ۴ صفحه متن به زبان ترکی عثمانی منتشر می‌کرد، در حالی که از جلد نهم به بعد با زبان مجله کرواتی نیز منتشر شد. این مجله با الفبای لاتین گاج منتشر می‌شد.
علاوه بر بشاگیچ و مولابدیچ، موسی خازیم خاتیچ، جمال الدین چاوشویچ و لیودویت دوورنیکویچ نیز در دهه انتشار مجله به عنوان سردبیر آن فعالیت کردند.
از سال ۱۹۲۷ تا سال ۱۹۴۳ مجلهٔ تازه‌ای به نام نووی بهار 
(به بوسنیایی: ovi behar) (شکوفه نو) توسط حمدیجا کرشولیاکوویچ و حسین دوبراویچ منتشر شد.